# Anton Deiser
Anton Deiser (* 18. August 1872 in St. Georgen an der Mattig, Gemeinde Burgkirchen (Oberösterreich); † 23. September 1955 in Burgkirchen) war Bauer, Gastwirt und Politiker.
1907 verkaufte Deiser seinen elterlichen Bauernhof und erwarb ein Gasthaus in Burgkirchen. Er war ein begeisterter Funktionär des Landbundes und später stark in der Heimwehr engagiert. Viele Jahre war er Mitglied des Gemeinderates von Burgkirchen und von 1928 bis 1934 oberösterreichischer Landtagsabgeordneter. Er war ein kämpferischer Mann, der seine politischen Händel unter anderem auch im Landtag austrug und manchmal sogar den Weg zu Gerichten nicht scheute.  
Deiser war ein vielseitiger Mann, auch der Kunst aufgeschlossen; in seinen Liedern und Gedichten besang er seine Heimat und deren Bewohner. Er war Ehrenbürger der Gemeinde Burgkirchen, an seinem Gasthaus ist eine Gedenktafel angebracht.